# Лав, Лили
Лили Лав (англ. Lily Love; род. 11 декабря 1991 года в Галф-Шорсе, Алабама, США) — американская порноактриса и эротическая фотомодель.

## Карьера
Имеет немецко-польские корни. Карьеру в порноиндустрии начала осенью 2012 года в возрасте 20 лет. Снимается в традиционных и лесбийских сценах, а также в сценах мастурбации. В 2017 году в фильме My First Interracial 11 студии Blacked впервые снялась в сцене межрасового секса. Снимается для таких студий как Bang Bros, Brazzers, Digital Sin, Girlfriends Films, Naughty America, PornPros, Reality Kings, Vixen и других. Интересы Лили Лав представляет лос-анджелесское агентство талантов 101 Modeling.
В декабре 2012 года была выбрана журналом Penthouse «Киской месяца» (Pet of the Month). В 2014 году снялась в фотосессии для The Girls of Penthouse (выпуск за май—июнь). В следующем году снялась для ноябрьского выпуска журнала Hustler.
В ноябре 2014 года была номинирована премией XBIZ Award в категории «Лучшая актриса тематического фильма — пары» (за фильм The Escort Vol. 2).
По данным сайта IAFD на май 2019 года, снялась в более чем 150 порнофильмах.

## Награды и номинации
| Год  | Награда          | Результат | Категория                                  | Фильм             |
| ---- | ---------------- | --------- | ------------------------------------------ | ----------------- |
| 2013 | Sex Award        | Номинация | Лучшее тело в порно                        | н/д               |
| 2013 | Sex Award        | Номинация | Самая горячая новая девушка                | н/д               |
| 2015 | XBIZ Award       | Номинация | Лучшая актриса тематического фильма — пары | The Escort Vol. 2 |
| 2019 | Spank Bank Award | Номинация | Master of Missionary                       | н/д               |
| 2019 | Spank Bank Award | Номинация | Most Underrated Slut                       | н/д               |

## Избранная фильмография
- 2013 — Cheating Wives Caught
- 2013 — We Live Together 29
- 2014 — Art of Romance 2
- 2014 — Size Does Matter 5
- 2015 — Before They Were Stars 3
- 2015 — Threesome Fantasies Fulfilled 7
- 2016 — Big Naturals 34
- 2016 — Racks
- 2017 — Naughty Bookworms 2
- 2017 — I Have A Wife 45
- 2018 — Double Breasted
- 2018 — Meet Mandingo 5[11]